# David Bollier
David Bollier est un activiste, consultant politique et auteur américain impliqué dans le mouvement des Communs. Il est cofondateur avec Silke Helfrich et Michel Bauwens de Commons Strategies Group.

## Biographie
Il travaille pour le défenseur des consommateurs américain Ralph Nader entre la fin des années 1970 et le début des années 1980.
À partir de 1985 David Bollier travaille avec le producteur et scénariste américain Norman Lear.
David Bollier s'intéresse aux biens communs dès les années 90. Il publie en 2002 un premier ouvrage traitant de la privatisation de biens communs par des entreprises : Silent Theft.
Entre 2002 et 2010 il est auteur et éditeur du site Onthecommons.org. En 2002 il cofonde avec Gigi Sohn et Laurie Racine, Public Knowledge (Savoirs publics), une organisation à but non lucratif de défense de citoyens sur les problématiques liées à la propriété intellectuelle à l'ère d'Internet.
Puis avec Silke Helfrich et Michel Bauwens il fonde le Commons Strategies Group, pour faire avancer les idées et les pratiques autour des communs.
En 2014 La renaissance des communs est traduit en français,.
David Bollier vit actuellement à Amherst, Massachusetts.

### En anglais
- (en) David Bollier, Think Like a Commoner : A Short Introduction to the Life of the Commons, New Society Publishers, 2014, 192 p. (ISBN 9780865717688)
- Green Governance: Ecological Survival, Human Rights and the Law of the Commons" (with co-author Burns H. Weston) (Cambridge University Press), 2012)
- (en) David Bollier et Silke Helfrich, The Wealth of the Commons : A World beyond Market and State, Leveller Press, 2012, 462 p. (ISBN 978-1-937146-14-6, lire en ligne)
- Viral Spiral: How the Commoners Built a Digital Republic of Their Own (The New Press, 2009)
- Ready to Share: Fashion and the Ownership of Creativity (Lear Center Press, 2006)
- Brand Name Bullies: The Quest to Own and Control Culture (John Wiley & Sons, 2005)
- Sophisticated Sabotage: The Intellectual Games Used to Subvert Responsible Regulation (with Thomas McGarity and Sidney Shapiro; Environmental Law Institute, 2004)
- Artists, Technology and the Ownership of Creative Content (Norman Lear Center, 2003)
- Silent Theft: The Private Plunder of Our Common Wealth (Routledge, 2002)
- Aiming Higher: 25 Stories of How Companies Prosper by Combining Sound Management and Social Vision. (AMACOM, 1996)
- The Great Hartford Circus Fire: Creative Settlement of Mass Disasters (Yale University Press, 1991)
- Crusaders & Criminals, Victims & Visionaries: Historic Encounters Between Connecticut Citizens and the United States Supreme Court (Connecticut Attorney General, 1986)

### Traductions
- La renaissance des communs, Pour une société de coopération et de partage, Paris, Éditions Charles Léopold Mayer, 2014. Traduit de l’américain par Olivier Petitjean, Préface de Hervé Le Crosnier, 192 pages  (ISBN 978-2-84377-182-8)[5],[6]
- Le pouvoir subversif des communs, Paris, Éditions Charles Léopold Mayer, 2022. Traduction de l’américain coordonnée par Olivier Petitjean, 456 pages  (ISBN 978-2-84377-231-3)